# GnuCash
GnuCash – wolne oprogramowanie do zarządzania finansami, liczenia przychodów oraz wydatków.
Jego możliwości pozwalają na stosowanie nie tylko do zarządzania budżetem domowym, ale także mniejszych firm. Program wykorzystuje strukturę drzewa do przedstawienia wszystkich aspektów domowego budżetu.
Program pozwala zdefiniować wpływy, czyli źródła przychodów pieniędzy, np. pensja, emerytura, odsetki bankowe itp. Środki te można magazynować w aktywach lub pasywach, np. pensję (wpływy) na koncie bankowym (aktywa). Dzięki drzewiastej strukturze, można bardzo elastycznie zdefiniować również wydatki. Np. wydatki stałe: czynsz, bilet miesięczny; zakupy: spożywcze, agd itp. Program działa w oparciu o równanie:
Aktywa - Zobowiązania = Kapitał własny + (Dochody - Wydatki)
W programie wykorzystywane są konta księgowe do rejestrowania operacji gospodarczych. Użytkownik może zdefiniować dowolny plan kont, stosownie do swoich potrzeb. Każda operacja zapisywana jest na dwóch kontach. Dla przykładu przychód z umowy o pracę zapisywany jest po stronie Winien: Aktywa:ROR i po stronie Ma: Przychody:Umowa o pracę. Codzienne wydatki zapisywane są po stronie Winien: Rozchody:Wydatki oraz Ma: Aktywa:ROR.
Program sporządza wykresy kołowe i słupkowe aktywów i zobowiązań oraz przychodów i rozchodów. Sporządza również rachunek zysków i strat oraz bilans aktywów i pasywów z wynikiem finansowym.
Od wersji 2.4.0 pozwala na zapisywanie danych w czterech formatach: XML, MySQL, PostgreSQL oraz SQLite. W przypadku MySQL oraz PostgreSQL, dostęp do danych może być chroniony haslem, co uniemożliwia dostęp osób niepowołanych.

## Właściwości
- drzewiasta struktura planu kont
- szablony planów kont
- import danych z formatów QIF, QFX, CSV, MT940, MT942, DTAUS
- wprowadzanie danych do księgi głównej z możliwością podziału kwot w ramach jednej transakcji
- funkcja zamykająca księgę w danym roku obrotowym
- kalkulator finansowy
- obsługa faktur, klientów, dostawców i pracowników
- obsługa tabel podatkowych
- obsługa zaplanowanych transakcji
- mechanizm szacowania budżetów
- sporządzanie bilansu aktywów i pasywów
- sporządzanie rachunku zysków i strat
- sporządzanie rachunku przepływów pieniężnych
- generowanie wykresów słupkowych i kołowych
- generowanie raportów z transakcji